# St John's Wood
St John's Wood es un barrio del noroeste de Londres, Inglaterra, en el municipio de la Ciudad de Westminster, y en el lado noroeste de Regent's Park. Queda a unos cuatro kilómetros al noroeste de Charing Cross. En el pasado formó parte del Gran bosque de Middlesex, y más tarde fue propiedad de los Caballeros de San Juan de Jerusalén.
Es un vecindario muy rico, con el área postal (NW8) clasificada por la revista Forbes como el quinto más rico de Londres, basándose en el boom del precio de las casas en 2007.

## Historia
St John's Wood se desarrolló de principios del siglo XIX en adelante. Fue uno de los primeros suburbios de Londres que se desarrolló con un gran número de casas tipo "villa" de baja densidad, en oposición a las casas adosadas que eran norma en Londres hasta el siglo XIX, incluso en distritos elegantes. Partes de St John's Wood han sido remodeladas con una densidad más alta, pero sigue siendo un distrito residencial altamente deseable, y una de las zonas más caras de Londres.
En St John's Wood se encuentra Lord's Cricket Ground, campo del Middlesex County Cricket Club y del Marylebone Cricket Club (MCC). También es famoso por los Abbey Road Studios y la calle Abbey Road, donde The Beatles grabaron, especialmente el álbum Abbey Road, cuya portada presenta a los Beatles cruzando la carretera por un paso de peatones. Sir Paul McCartney es dueño de una propiedad en la zona desde los años 1960 y a menudo se le ve por St John's Wood High Street.
El filósofo A. J. Ayer nació y creció en la zona, como la chef Clarissa Dickson Wright, cuya antigua casa fue más tarde de la modelo Kate Moss. El actor Damian Lewis nació en St John's Wood. Los Rolling Stones se refieren a este barrio en su canción "Play With Fire". Keith Richards de los Rolling Stones vivió en Carlton Hill, en el lado occidental de St John's Wood, en los años 1960, como detalla en su autobiografía, publicada en 2010, Life. El director sir Jonathan Miller nació en una familia pudiente de la zona. El aviador de la Segunda Guerra Mundial, Douglas Bader nació en St John's Wood.
The King's Troop, Royal Horse Artillery tenía su base anteriormente en St John's Wood Barracks. El regimiento se trasladó a Woolwich el 6 de febrero de 2012; los barracones serían demolidos y desarrollados como viviendas.

## Estaciones de metro
Las estaciones de metro más cercanas son St John's Wood, Swiss Cottage—en la Jubilee line; Maida Vale, Marylebone Station y Warwick Avenue—en la Bakerloo line; y Baker Street en las líneas Bakerloo, Jubilee, Hammersmith & City, Metropolitan line y Circle Line.
La estación más cercana del London Overground es South Hampstead.

## St John's Wood en la literatura y la música
- El caricaturista E.H.Shepard nació en el Borough
- St John's Wood es el hogar de los personajes de ficción Bingo y Rosie Little en los libros de P. G. Wodehouse Jeeves and Wooster.
- En el relato de Sherlock Holmes "A Scandal in Bohemia", de Arthur Conan Doyle, se dice que Irene Adler vive en Briony Lodge, en Serpentine Avenue, en el barrio de St John's Wood.
- En el primer libro de La saga de los Forsyte, obra de John Galsworthy, "The Man of Property", el joven Jolyon vive en la ficticia Wistaria Avenue con su segunda esposa y familia.
- Se menciona en la canción de los Rolling Stones Play with Fire (1965).
- Aquí se ambienta el libro de Howard Jacobson "The Making of Henry". En la novela ganadora del Man Booker Prize La extraordinaria naturaleza de Sam Finkler (2010), St John's Wood es el lugar donde se planea alzar el Museo de la Cultura Anglo-Judía.
- El conde y la condesa Fosco viven en el número 5 de Forest Road, St. John's Wood, en la novela sensacionalista de Wilkie Collins La dama de blanco (1859).